# Joseph Jones
Joseph Jones (* 1727 im King George County, Colony of Virginia; † 28. Oktober 1805 in Fredericksburg, Virginia) war ein US-amerikanischer Politiker, der als Delegierter aus Virginia am Kontinentalkongress teilnahm.
Joseph Jones war der Onkel von James Monroe, dem fünften Präsidenten der Vereinigten Staaten. Er begann sich noch während der britischen Kolonialzeit politisch zu betätigen und war Mitglied des House of Burgesses, des Parlaments von Virginia. Zu Beginn der amerikanischen Revolution wirkte er 1775 im Sicherheitsausschuss (Committee of Safety) mit; im folgenden Jahr fungierte er als Delegierter zum Verfassungskonvent von Virginia. In der Staatsmiliz stieg er bis zum Generalmajor auf.
In den Jahren 1776, 1777, 1780 und 1781 sowie von 1783 bis 1785 saß Jones als Abgeordneter im Repräsentantenhaus von Virginia. Außerdem wurde er 1777 zum während dieser Zeit hauptsächlich in Philadelphia sowie zeitweise in Baltimore tagenden Kontinentalkongress entsandt. Von 1780 bis 1783 nahm er in Philadelphia ebenfalls an dessen Sitzungen teil. Jones war auch als Jurist tätig und wurde am 23. Januar 1778 zum Richter am Virginia General Court ernannt; im Oktober 1779 legte er diesen Posten nieder. Eine erneute Berufung an diesen Gerichtshof erfolgte am 19. November 1789. Im Jahr zuvor hatte er dem Staatskonvent von Virginia angehört, der die Unabhängigkeitserklärung der Vereinigten Staaten ratifizierte. Jones starb im Oktober 1805 in Fredericksburg.